# Sirena (instrument acústic)
|  | Aquest article tracta sobre a l'instrument acústic. Vegeu-ne altres significats a «Sirena». |

En acústica una sirena és un aparell generador de sons mitjançant les interrupcions periòdiques d'una corrent d'aire, o vapor, per un o més discs amb forats situats formant un cercle. La sirena emet un so de freqüència igual al producte del nombre d'orificis pel de revolucions. La sirena de Cagniard de la Tour (1819) és un aparell que utilitza l'aire comprimit i amb un mecanisme semblant a una turbina. Les sirenes eren usades a les locomotores de vapor i a les naus per fer senyals, i també a les fàbriques per indicar l'entrada i la sortida, i també a les investigacions acústiques. En l'actualitat, segle xxi, hom diu sirena a qualsevol dispositiu electrònic que produeix un so semblant al de la sirena mecànica, i que es fa servir com a senyal pels bombers, ambulàncies, policia...
Fou inventada per l'escocès John Robison abans de 1799.